# Bletia antillana
Bletia antillana är en orkidéart som beskrevs av M.A.Diaz och Victoria Sosa. Bletia antillana ingår i släktet Bletia och familjen orkidéer. Inga underarter finns listade i Catalogue of Life.